# Bruna Furlan
Bruna Dias Furlan Vicente (Barueri, 28 de abril de 1983), é uma advogada e política brasileira, filiada ao Partido da Social Democracia Brasileira (PSDB). É deputada estadual em São Paulo desde 2023. Em 2010, tornou-se a deputada federal mulher mais votada da história de São Paulo, com mais de 270 mil votos. Nas eleições de 2014, Bruna Furlan foi novamente a deputada mais votada de São Paulo. Nas eleições de 2022, se candidatou para o cargo de Deputada Estadual por São Paulo pelo PSDB e foi a 13ª mais votada.

## Biografia
Bruna Dias Furlan, nasceu em 28 de abril de 1983, em Barueri, sendo filha de Rubens Furlan, prefeito daquela cidade pelo sexto mandato. É formada em direito pela Universidade Paulista (UNIP), com pós-graduação em gestão de cidades pela Fundação Armando Alvares Penteado (FAAP) e em Liderança Executiva pela Universidade Harvard, nos Estados Unidos. Foi voluntária de projetos sociais e diretora da Associação de Assistência à Criança Deficiente (AACD).
Em outubro de 2007, filiou-se ao Partido do Movimento Democrático Brasileiro (PMDB), mudando para o PSDB depois de ter sido convidada pelo então governador José Serra em 2009. Foi eleita deputada federal nas Eleições de 2010, com 270.661 votos, sendo a mulher mais votada no estado, a terceira maior votação do estado e a décima do país. Com a expressiva votação, Bruna tornou-se a deputada federal mais votada da história de São Paulo até então, superando os 266.280 votos recebidos por Ivete Vargas em 1982.  No estado, Bruna superou a expressiva votação que seu pai recebeu ao mesmo cargo (220.596 votos nas Eleições de 1998), no entanto, em Barueri, Bruna recebeu 60.911 votos (40,26% dos votos válidos) ante 72.982 votos (71,46% dos votos válidos) recebidos por seu pai em 1998, sendo então a segunda maior votação para deputado federal da história do município de Barueri. Nas Eleições de 2014, recebeu 178.606 votos no estado, sendo 51.386 votos em Barueri (31% dos votos válidos).
Já nas eleições de 2018, recebeu 126.847 votos no estado, sendo 38.847 votos em Barueri (24% dos votos válidos). A expressiva votação fez de Bruna Furlan a deputada mais votado do PSDB em São Paulo. Nas eleições de 2022, foi eleita deputada estadual, com 195.436 votos, sendo uma das mais votadas de seu partido no estado.

## Atuação parlamentar
Empossada em 2011, como a deputada federal mais jovem do Brasil, Bruna Furlan apresentou 10 projetos de lei em 150 dias de mandato. Em 2012, apresentou o projeto de lei 4.643 que cria um fundo patrimonial para universidades públicas como forma de custear a educação, a ciência e a tecnologia. Participa de 17 frentes parlamentares (Frente Parlamentar em Defesa da Juventude; Frente Parlamentar de Prevenção ao Crack; Frente Parlamentar da Saúde; Frente Parlamentar do Transporte Público; Frente Parlamentar Contra a Corrupção; Frente Parlamentar em Defesa dos Hospitais Universitários; Frente Parlamentar da Bolsa Amparo ao Estudante Carente; Frente Parlamentar da Primeira Infância; Frente Parlamentar Mista de Promoção e Defesa dos Direitos da Pessoa Idosa; Frente Parlamentar da Reforma Política com Participação Popular; Frente Parlamentar em Defesa do Piso Salarial Nacional para o Professor Brasileiro; Frente Parlamentar Mista da Micro e Pequena Empresa; Frente Parlamentar em Defesa dos Direitos da Criança e do Adolescente; Frente Parlamentar em Defesa do Cooperativismo; Frente Parlamentar da Defesa do Serviço Público Municipal; Frente Parlamentar de Apoio às Santas Casas de Misericórdia, Hospitais e Entidades Filantrópicas na Área de Saúde; Frente Parlamentar Municipalista). Foi vice-líder do PSDB em 2011 e 2016.
Foi relatora e principal articuladora da lei 13.445/2017, conhecida como "Lei da Imigração", na Câmara dos Deputados. Atualmente é presidente da Comissão de Relações Exteriores e de Defesa Nacional, da Comissão Mista de Controle das Atividades de Inteligência e da Comissão Especial de Tratamento e Proteção de Dados Pessoais.
Votou a favor do Processo de impeachment de Dilma Rousseff. Já durante o Governo Michel Temer, votou a favor da PEC do Teto dos Gastos Públicos. Votou a favor da Reforma trabalhista. Também votou pelo arquivamento do Pedido de impeachment de Michel Temer.

## Desempenho em eleições
| Ano  | Eleição               | Coligação           | Partido | Candidata a       | Votos         | Votos em Barueri | Resultado |
| ---- | --------------------- | ------------------- | ------- | ----------------- | ------------- | ---------------- | --------- |
| 2010 | Estadual de São Paulo | DEM, PPS, PSDB      | PSDB    | Deputado Federal  | 270.661 (3ª)  | 60.911 (1ª)      | Eleita    |
| 2014 | Estadual de São Paulo | PSDB, DEM, PPS, PRB | PSDB    | Deputado Federal  | 178.606 (17ª) | 51.386 (1ª)      | Eleita    |
| 2018 | Estadual de São Paulo | PSDB, PSD, DEM, PP  | PSDB    | Deputado Federal  | 126.847 (25ª) | 38.847 (1ª)      | Eleita    |
| 2022 | Estadual de São Paulo | PSDB, Cidadania     | PSDB    | Deputada Estadual | 195.436 (13ª) | 73.219 (1ª)      | Eleita    |